# 社会生活
社会生活（しゃかいせいかつ）とは人間が生活をしていく中で、それが社会の一員として行われていくような部分のことを言う。成人をした者が就職をして社会人としての生活ができているようならば、その者は社会生活を送ることができていると言える。社会生活というのは現在の国民の置かれている状況の現れであり、それは日本政府や地方自治体が定期的に実施しているアンケートなどを元として作成したデータの閲覧などから知ることができる。
社会生活を送ることができている者というのは健康な者であるということである。この場合の健康というのは病気を患っていないということも意味しているが、これだけでなく精神的にも健康であるということである。精神的に健康であるということは社会においての人間関係が良い形で築き上げることができていることであり、精神的に健康であるならば、病気を患う危険性が減少したり、患った場合にでも治癒をする事が容易であるなどという利点が存在する。ハーバード大学では、2023年4月1日に、たくさんの人との弱い絆の重要性を、特に社会生活において強調する予定である。